# Голубятников, Пётр Матвеевич
 Полный кавалер ордена Славы
Пётр Матвеевич Голубятников (1906—1944) — советский военнослужащий, участник Великой Отечественной войны, полный кавалер ордена Славы, сапёр 49-го отдельного штурмового инженерно-сапёрного батальона 10-й Витебской штурмовой инженерно-сапёрной бригады 31-й гвардейской Витебской стрелковой дивизии 11-й гвардейской армии; 6-й гвардейской армии; 43-й армии 1-го Прибалтийского фронта, ефрейтор.

## Биография
Пётр Матвеевич Голубятников родился в крестьянской семье в деревне Нижняя Лужна Орловского уезда Орловской губернии. Окончил 7 классов школы, в 1927 — 1929 годы проходил службу в Красной Армии. Работал в колхозе, затем рабочим на мясокомбинате.
В октябре 1941 года гитлеровская армия оккупировала Орёл, Пётр Голубятников сумел выбраться из города, но смог добраться лишь до родной деревни; она находилась всего лишь в нескольких километрах от города. в оккупации он прожил почти два года. Оккупационные власти привлекали его к сельскохозяйственным и строительным работам. После освобождения Орла Пётр Голубятников вернулся в город и подал заявление в военкомат о зачислении в Красную Армию. 5 августа 1943 года он был зачислен в создаваемую штурмовую инженерно-сапёрную бригаду. 3 месяца он проходил обучение инженерному делу и с ноября 1943 года в составе Брянского фронта вступил в бои на фронтах Великой Отечественной войны. Вскоре армия была передана в состав 1-го Прибалтийского фронта была направлена на Витебское направление. В ночь с 12 на 13 декабря 1943 года красноармеец Голубятников получил приказ о подготовке проходов в проволочных заграждениях у села Бабиновичи Витебской области. Ночью, под сильным огнём Голубятников подобрался к заграждениям и подорвал их. В результате образовался широкий проход. Потом Голубятников вернулся к своим и повёл их через образовавшийся проход. В этом бою он был ранен, но остался в строю. 2 января 1944 года он был награждён орденом Славы 3-й степени.
Во время операции «Багратион» он в составе бригады провёл большую подготовительную работу: проделал проходы в проволочных заграждения, снял 97 вражеских мин. С началом наступления провёл по безопасным тропам нашу пехоту. С выходом к Западной Двине было занято несколько плацдармов. Голубятников с сапёрами провёл инженерную разведку переправ, затем строил мост для танков. 14 августа 1944 года приказом по армии он был награждён орденом Славы 2-й степени.
В середине августа на севере Литвы завязались тяжёлые бои; противник бросил в бой сотни танков. необходимы были противотанковые мины и ефрейтор Голубятников неоднократно выезжал за ними в Витебск. За время боёв было выставлено 38 000 мин и сотни фугасов, на которых подорвались 67 танков и 5 бронетранспортёров противника. Только в местечке Жагаре, где воевали сапёры 10-й штурмовой инженерно-саперной бригады, подорвались 8 танков и около сотни солдат противника. В ночь на 5 октября 1944 года он, будучи старшим группы, проделал 50 метров проходов в проволочных заграждениях и снял 38 мин. 5 октября разведал брод через реку Вента, в схватке уничтожил 2 солдат. 7 и 8 октября при снятии вражеских заграждений вступил в схватку с солдатами противника, уничтожив двоих из них.
Указом Президиума Верховного Совета СССР от 24 марта 1945 года был награждён орденом Славы 1-й степени.
Под городом Приекуле при форсировании реки Миниц Голубятников был смертельно ранен и скончался 23 ноября 1944 года.

## Память
- Был похоронен в городе Приекуле.